# Stevo Pendarovski
Stevo Pendarovski (makedonsky Стево Пендаровски, * 3. dubna 1963 Skopje) je severomakedonský politik, mezi lety 2019 a 2024 pátý prezident země.

## Životopis
Stevo Pendarovski získal právnický titul na Univerzita svatých Cyrila a Metoděje ve Skopje v roce 1987. Je také držitelem doktorátu v politologie z téže univerzity. Od roku 1998 do roku 2001 pracoval na makedonském ministerstvu vnitra jako vedoucí vědeckého oddělení a jako tiskový mluvčí ministerstva. Od roku 2001 do roku 2004 byl poradcem pro národní bezpečnost tehdejšího prezidenta Borise Trajkovského a poté do roku 2005 předsedou Státní volební komise. Od roku 2005 do roku 2009 byl poradcem zahraniční politiky tehdejšího prezidenta Branka Crvenkovského.
Od roku 2008 je profesorem politologie na University American College Skopje.
Ve volbách 11. prosince 2016 byl zvolen jako kandidát SDSM do makedonského parlamentu. Pendarovski byl tehdy i koordinátorem operací NATO.
Stevo Pendarovski kandidoval na prezidenta Severní Makedonie za stranu SDSM v roce 2014, ale byl poražen úřadující Ďorgem Ivanovem s 42,7% hlasů ve druhém kole hlasování. V prezidentských volbách v roce 2019 získal ve druhém kole 53,6% hlasů, kde zvítězil proti kandidátce za VMRO-DPMNE Gordaně Siljanovské-Davkové. Dne 12. května 2019 byl inaugurován do funkce prezidenta Severní Makedonie.
Mandát prezidenta poté obhajoval i ve volbách v roce 2024. V prvním kole voleb skončil druhý s pouhými 20 % hlasů. Ve druhém kole voleb poté získal pouhých 31 % hlasů a prezidentský mandát tak neobhájil.